# Ultimat (glasbena skupina)
Ultimat, slovenska (pop-)rock skupina iz 80. let. Nastala je iz skupine Nočna izmena, katere člani so bili Bojan Simončič, Mirko Bogataj in Simona Vodopivec.
Nase so opozorili z nastopom na prvem Novem rocku (1981). Leta 1982 so sodelovali na Slovenski popevki (oziroma Dnevih slovenske zabavne glasbe) z Moškim čajem, leto pozneje pa so na rock večeru Subotiškega festivala (Omladina '83) osvojili 2. mesto in prejeli drugo nagrado za besedilo. Tega leta so ponovno nastopili tudi na Slovenski popevki s skladbo Potrkaj na sosednja vrata. 
Uspešnice: Gregorjevi rokopisi, Marta, Pokaži nam, Eddy, Restaurant, Kompleks, Zvončki že cvetijo, Ne čekaj noč, Ne okreni se, Dosadna noč.

## Zasedba
- Mirko Bogataj – basist, tekstopisec, komponist (1980–)
- Bojan Simončič – kitarist, komponist, aranžer (1980–)
- Simona Vodopivec – pevka (1980–)
- Alenka Šmid-Čena- pevka (1984-)
- Jože Pukmajster – klaviaturist (1982–)
- Cole Moretti – kitarist (1982)
- Miha Stabej – kitarist (1982)
- Dadi Kašnar – bobnar (1982)
- Andrej Bedjanič – klaviaturist (1982–84)
- Jani Košir − bobnar (1982−84)
- Bojan Marinko – basist (1983–84)

Marec 1981: Simona Vodopivec (klaviature, vokal), Bojan Simončič (kitara), Mirko Bogataj (bas kitara) in Rado Čučnik (bobni). Zasedba februarja 1982: Simona Vodopivec, Andrej Bedjanič, Miha Stabej, Cole Moretti, Dadi Kašnar in Mirko Bogataj. Avgusta 1982: Mirko Bogataj, Simona Vodopivec, Jani Košir, Jože Pukmajster in Bojan Simončič (nazaj s služenja vojaškega roka). Konec 1984 so bili v skupini: Mirko Bogataj, Simona Vodopivec, Jože Pukmajster in Bojan Simončič. Pevko Simono Vodopivec je leta 1984 zamenjala Alenka Šmid- Čena.

## Diskografija
- Pokaži nam, Eddy / Kompleks (1982, mala plošča)
- Ultimat (1983, velika plošča)[1]
- Ultimat II- (v srbohrvaščini- 1984- LP- kaseta)